# Baryscapus pallidae
Baryscapus pallidae är en stekelart som beskrevs av Graham 1991. Baryscapus pallidae ingår i släktet Baryscapus och familjen finglanssteklar.
Artens utbredningsområde är:
- Frankrike.
- Iran.
- Sverige.

Arten är reproducerande i Sverige. Inga underarter finns listade.